# Bill Posey
William Joseph Posey (Washington D. C., 18 de diciembre de 1947), conocido como Bill Posey, es un empresario, autor, agente inmobiliario y político estadounidense que ha servido en el Senado de Florida, y actualmente es miembro de la Cámara de Representantes de Estados Unidos. Además, funge como representante del 8.° distrito congresional de Florida. Pertenece a las filas del Partido Republicano.

## Primeros años, educación y carrera
Bill nació en Washington D. C., y se mudó a Florida en el año 1956. Allí realizó sus estudios de bachillerato en Cocoa High School, en Cocoa (Florida). También obtuvo un grado de asociado en la Universidad Estatal del Este de Florida (anteriormente conocida como Brevard Community College) en 1969.
Desde 1966 hasta 1969, trabajó en control de calidad en McDonnell Douglas. Luego, se alistó para el Programa Apolo y trabajó en el Centro Espacial Kennedy.
En 1974, Bill fundó la agencia inmobiliaria, Posey & Co. Realtors. Tiempo después, Bill se convirtió en director de la Asociación de Agentes Inmobiliarios de Florida. De la misma forma, Bill fue director de la Sociedad Estadounidense contra el Cáncer.

## Carrera política
La carrera política de Bill comenzó en 1974 cuando fue designado como miembro de la Comisión de Planificación de Rockledge. Después de dos años, Bill empezó su trayectoria política trabajando en el ayuntamiento de Rockledge hasta 1986. En dicho año, inició labores en la Comisión de Desarrollo Comercial e Industrial del Condado de Brevard y finalmente, en 1992 se unió a la Cámara Baja de Florida, representando al distrito 32 hasta el año 2000. Desde el 2000 hasta el 2008, Bill representó al distrito 24 en el Senado de Florida y, a partir de 2009, fue miembro de la Cámara de Representantes de Estados Unidos, primero en el 15.° distrito congresional de Florida hasta 2013 y luego en el 8.° distrito congresional de Florida hasta el día de hoy. 
Durante su carrera política ha pertenecido al comité de Servicios Financieros y al comité de Ciencia, Espacio y Tecnología.
Bill es el autor de "Activity Based Total Accountability", un libro que explica en términos generales sus sugerencias para mejorar la política estadounidense. Su libro fue publicado en 2006.

## Vida personal
Bill está casado con Katie Ingram, con quien tiene dos hijas, Pam Posey y Cathi Posey. Su familia practica el Metodismo.